# Beatriu Margarit Requesens
Beatriu Margarit Requesens (Riba-roja de Túria, el Camp de Túria, segle XVI - 1552) fou una religiosa valenciana.

## Biografia
Filla de Joana Mateua de Requesens, baronessa de Riba-roja, i del seu marit Lluís Margarit, entra al convent de les dominiques de Santa Caterina de Siena de València després de morir la seva mare. Joana Mateua fa testament el 26 d'octubre de 1520 i deixa hereva universal la seva única filla Beatriu. Si aquesta mor sense fills legítims vol que dels seus béns es facin dues parts iguals: una part per a Hipòlita Roís de Liori, comtessa de Palamós, i l'altra per al seu nebot Bernat de Requesens, i ordena que la seva filla entri al convent fins que arribi la seva tia Hipòlita a buscar-la. Beatriu entra al convent on l'obliguen a prendre l'hàbit. Amb 13 anys, i després de cinc mesos d'estada al monestir, el dia 21 de desembre de 1521 professa amb tota una sèrie de privilegis: no assistir a matines, gaudir d'una bona habitació, vestits, una criada, claus del monestir, i una renda anual. Quan es fa monja ha de renunciar a la baronia de Riba-roja i aquí comença un plet entre les monges, Hipòlita i els altres parents de Beatriu per la baronia, que arribarà fins a la cúria romana i l'emperador. El 31 de juliol de 1534, Hipòlita pren possessió de la baronia en nom de la seva filla Estefania de Requesens i aquest mateix any, després de 13 anys de professa, Beatriu demana l'exclaustració, es treu el vel i és objecte d'un intent de segrest per part d'un parent seu, Llàtzer Margarit. Després d'això les monges castiguen Beatriu, i Hipòlita aconsegueix que la traslladin a un monestir reformat. Passen els anys i ja no sabem res més d'ella fins que es troba casada amb Gabriel de Rojas, de la família dels marquesos de Dénia. Després d'aquest fet, morta ja Hipòlita, Beatriu reclama a Estefania, no només la baronia sinó el valor de totes les rendes produïdes durant els anys que l'ha posseït. De l'any 1552 és el darrer document en el qual apareix com a baronessa arrendant la baronia per pagar els creditors. Suposem que mor aquest any perquè l'any següent ja apareix com a baró el seu marit.